# Gad Elmaleh
Gad Elmaleh (n. 19 aprilie 1971) este un actor francez, de origine evreu din Maroc.

## Filmografie
- Midnight in Paris – (2011)
- The Adventures of Tintin: Secret of the Unicorn – (2011)[10]
- The Round Up – (2009)
- Coco – (2009)
- Hors de prix cu Audrey Tautou – (2008) (titlu în engleză: Priceless)
- La Doublure cu Alice Taglioni, Daniel Auteuil, Dany Boon, Virginie Ledoyen, Kristin Scott Thomas – (2005) (titlu în engleză: The Valet)
- Olé ! cu Gérard Depardieu – (2005)
- Chouchou cu Alain Chabat – (2003)
- A+ Pollux cu Cécile De France – 2002
- La Vérité si je mens ! 2 cu Richard Anconina, José Garcia, Bruno Solo, Gilbert Melki – (2001)